# Gruppo Sportivo Robur Angelo Costa
Il Gruppo Sportivo Robur Angelo Costa è stata una società pallavolistica maschile italiana con sede a Ravenna.

## Storia
Il Gruppo Sportivo Robur Angelo Costa è stato fondato il 30 giugno 2006 ed è nato dall'unione di due società pallavolistiche ravennate, l'Associazione Sportiva Angelo Costa Ravenna ed il Robur Ravenna: da quest'ultima squadra ottiene il diritto di partecipazione alla Serie B2, nella stagione 2006-07.
Il primo anno di vita della nuova società si è concluso con la promozione in Serie B1: nella terza categoria del campionato italiano, il club resta per due annate, quando, al termine della stagione 2008-09, vince i play-off, battendo in finale la Sir Safety, ed ottiene per la prima volta la promozione ad un campionato professionistico, ossia alla Serie A2.
Dopo un'annata trascorsa nella parte centrale della classifica, nella stagione 2010-11, vince il campionato ed ottiene la promozione in Serie A1: la prima stagione nel massimo campionato non è però esaltante, chiudendo all'ultimo posto e retrocedendo nuovamente in Serie A2; tuttavia grazie all'acquisto del titolo sportivo dalla Gabeca Pallavolo di Monza, il GS Robur Angelo Costa, resta anche per la stagione 2012-13 in Serie A1.
Nell'estate 2013 la società cessa di esistere in quanto, fondendosi con il Porto Ravenna Volley, dà vita ad un nuovo club chiamato Gruppo Sportivo Porto Robur Costa.